# Aneura lobata
Aneura lobata là một loài rêu trong họ Aneuraceae. Loài này được Schiffner Stephani mô tả khoa học đầu tiên năm 1899.